# Italie au Concours Eurovision de la chanson 1960
L'Italie a participé au Concours Eurovision de la chanson 1960, alors appelé le « Grand prix Eurovision de la chanson européenne 1960 », à Londres, au Royaume-Uni. C'est la 5e participation italienne au Concours Eurovision de la chanson.
Le pays est représenté par Renato Rascel et la chanson Romantica, sélectionnés par la Radio-télévision italienne au moyen du Festival de Sanremo.

## Sélection

### Festival de Sanremo 1960
Le radiodiffuseur italien, la Radiotelevisione Italiana (RAI), sélectionne l'artiste et la chanson représentant l'Italie au Concours Eurovision de la chanson 1960 à travers la 10e édition du Festival de Sanremo.
Le festival, présenté par Paolo Ferrari et Enza Sampò (it), a eu lieu du 28 au 30 janvier 1960 au Casino de Sanremo, dans la ville de Sanremo. Parmi les participants du festival de Sanremo de 1960, certains ont déjà concouru ou concourront à une édition de l'Eurovision : Tonina Torrielli en 1956 ; Domenico Modugno en 1958, 1959 et 1966 ; Betty Curtis en 1961.
Lors de cette sélection, c'est Renato Rascel et la chanson Romantica, composée par Renato Rascel lui-même sur des paroles de Dino Verde (it), qui furent choisis.

#### Finale
| Ordre | 1er interprète      | 2e interprète      | Chanson                      | Traduction                      | Points | Place |
| ----- | ------------------- | ------------------ | ---------------------------- | ------------------------------- | ------ | ----- |
| -     | Tony Dallara        | Renato Rascel      | Romantica                    | Romantique                      | 186    | 1     |
| -     | Domenico Modugno    | Teddy Reno         | Libero                       | Libre                           | 84     | 2     |
| -     | Wilma De Angelis    | Achille Togliani   | Quando vien la sera          | Quand vient le soir             | 26     | 3     |
| -     | Nilla Pizzi         | Tonina Torrielli   | Colpevole                    | Coupable                        | 22     | 4     |
| -     | Joe Sentieri        | Sergio Bruni       | È mezzanotte                 | Il est minuit                   | 16     | 5     |
| -     | Giorgio Consolini   | Sergio Bruni       | Il mare                      | La mer                          | 15     | 6     |
| -     | Jula De Palma       | Tony Dallara       | Noi                          | Nous                            | 14     | 7     |
| -     | Teddy Reno          | Mina               | È vero                       | C'est vrai                      | 9      | 8     |
| -     | Fausto Cigliano     | Irene D'Areni (it) | Splende il sole              | Le soleil brille                | 8      | 9     |
| -     | Johnny Dorelli      | Jula De Palma      | Notte mia                    | Ma nuit                         | 1      | 10    |
| -     | Flo Sandon's        | Gloria Christian   | A come amore                 | A comme amour                   |        |       |
| -     | Achille Togliani    | Giorgio Consolini  | Amore abisso dolce           | L'amour est un doux abîme       |        |       |
| -     | Johnny Dorelli      | Betty Curtis       | Amore senza sole             | Amour sans soleil               |        |       |
| -     | Germana Caroli (it) | Arturo Testa (it)  | Gridare di gioia             | Crier de joie                   |        |       |
| -     | Gino Latilla        | Miranda Martino    | Invoco te                    | Je t'invoque                    |        |       |
| -     | Mina                | Betty Curtis       | Non sei felice               | Tu n'es pas heureux             |        |       |
| -     | Tonina Torrielli    | Arturo Testa       | Perderti                     | Te perdre                       |        |       |
| -     | Achille Togliani    | Nilla Pizzi        | Perdoniamoci                 | Pardonnez-moi                   |        |       |
| -     | Wilma De Angelis    | Gloria Christian   | Splende l'arcobaleno         | L'arc-en-ciel brille            |        |       |
| -     | Gino Latilla        | Miranda Martino    | Vento, pioggia, scarpe rotte | Vent, pluie, chaussures cassées |        |       |

 Élimination en demi-finale

## À l'Eurovision
Chaque pays avait un jury de dix personnes. Chaque membre du jury pouvait donner un point à sa chanson préférée.

### Points attribués par l'Italie
| 3 points | Belgique                                  |
| 2 points | Royaume-Uni                               |
| 1 point  | Autriche Luxembourg Pays-Bas Suède Suisse |

### Points attribués à l'Italie
| 10 points | 9 points | 8 points | 7 points | 6 points                           |
| --------- | -------- | -------- | -------- | ---------------------------------- |
|           |          |          |          |                                    |
| 5 points  | 4 points | 3 points | 2 points | 1 point                            |
|           |          |          | - Monaco | - Belgique - Luxembourg - Pays-Bas |

Renato Rascel interprète Romantica en 12e position, après l'Allemagne et avant la France. Au terme du vote final, l'Italie termine 8e, à égalité avec la Suisse, sur 13 pays avec 5 points.